# Olgoj Chorchoj (studio)

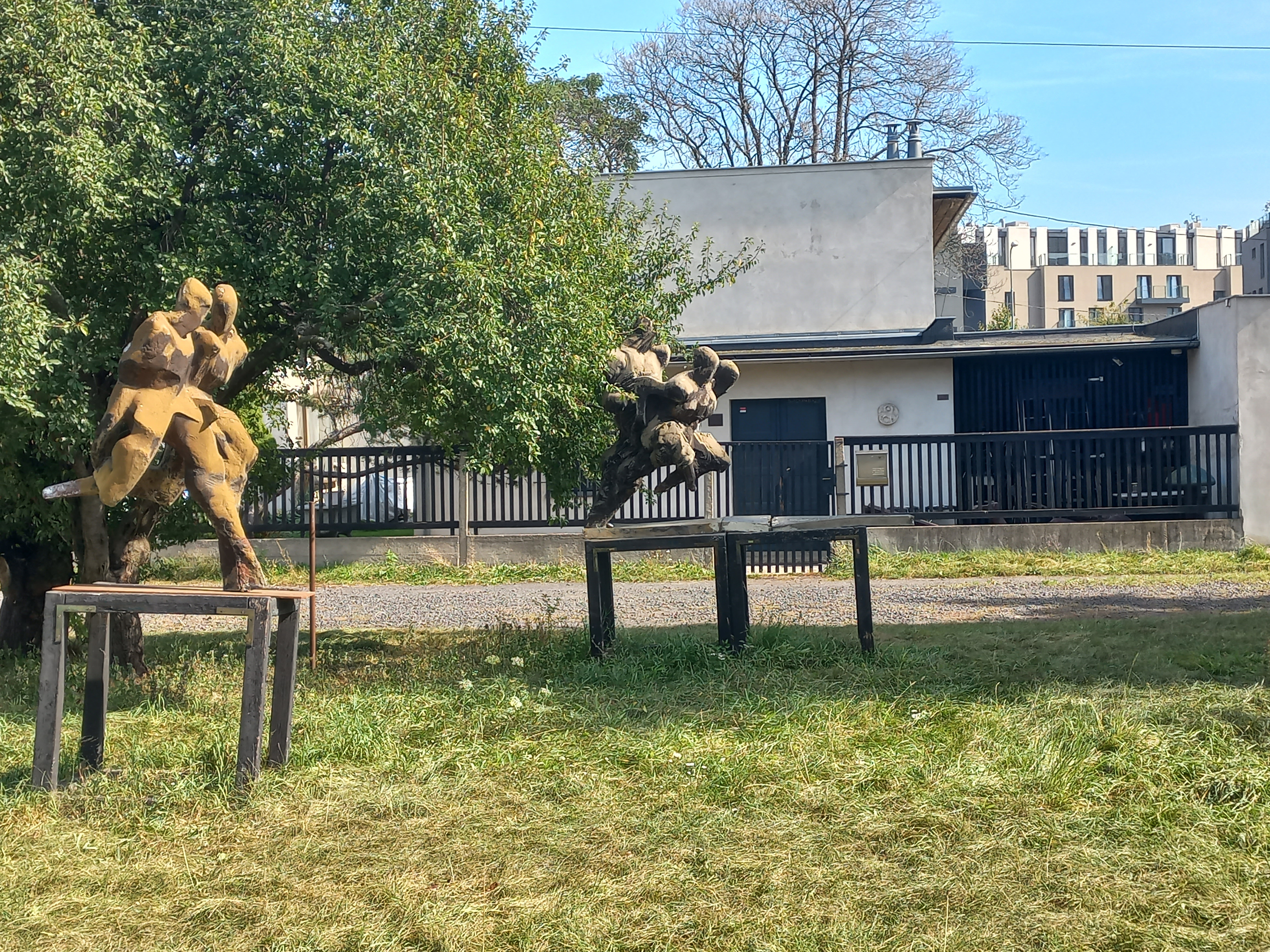
Plastiky Zdeňka Němečka před sídlem Olgoj Chorchoj, Libeňský ostrov (2023)

Olgoj Chorchoj je české výtvarné studio založené v roce 1990 Michalem Froňkem a Janem Němečkem. Olgoj Chorchoj dělá návrhy v oblasti nábytku a interiérů. Studio sídlí v Praze na Libeňském ostrově v památkově chráněném ateliéru postaveném původně pro Jana Laudu. Studio a jeho díla jsou držitelem řady ocenění.

## Městský mobiliář
Institut plánování a rozvoje hl. m. Prahy v roce 2018 či na jaře 2019 vyhlásil (v návaznosti na dřívější soutěž na podobu pražských laviček, odpadkových košů a stojanů na kola, kterou vyhrálo rovněž studio Olgoj Chorchoj) soutěž na podobu zastávkových přístřešků a zábradlí, z původních 13 návrhů vybral nejprve 6 návrhů k dopracování, z nich pak na podzim vybral jako vítězný návrh studia Olgoj Chorchoj, kde jako autoři byli uvedeni Michal Froněk, Jan Němeček, Aleš Boem a Martin Klanica. Porota práci ocenila za „estetické, až poeticky výrazové řešení, které se svým designem spojujícím tradici a současnost dobře integruje do pražské atmosféry a kontextu“ a pozitivně hodnotila komplexnost modulové řady, přehlednost, variabilitu a komfort. Aleš Boem odmítl, že by návrh byl inspirován vizuálně podobným návrhem Eduarda Herrmanna a Matěje Coufala z ateliérové soutěže roku 2015 na UMPRUM (kde Froněk a Němeček působí jako pedagogové), ale přiznal, že z důvodu technické kontinuity navazuje na stávající přístřešky respektováním designu Normana Fostera, který v té době používala firma JCDecaux. Návaznost na současný stav vyplývala do značné míry ze zadání. Později byl vítězný návrh uváděn také jako návrh společnosti Artěl s.r.o., v níž figurují tytéž dvě hlavní osoby jako ve studiu Olgoj Chorchoj. 29. listopadu 2020 byl umístěn prototyp přístřešku na tramvajové zastávce Palackého náměstí směrem k Moráni, na duben 2021 bylo plánováno zahájení sériové výroby. Postupnou výměnu přístřešků zahájilo město 1. července 2021.
Studio Olgoj Chorchoj navrhlo na základě zadání organizace ROPID a v úzké spolupráci s Dopravním podnikem hl. m. Prahy také design zastávkového sloupku, jehož prototyp byl umístěn 30. září 2020 na tramvajové zastávce Palackého náměstí směrem k Moráni. Tento typ se měl stát do budoucna jedním z pilířů Jednotného informačního systému hl. m. Prahy. Studio Olgoj Chorchoj bylo osloveno proto, že je autorem dalších prvků městského mobiliáře (zastávkový přístřešek, lavička, zábradlí, odpadkový koš), s nimiž studio již předtím zvítězilo v soutěži.

## Zastoupení ve sbírkách umění (výběr)
- Moravská galerie Brno
- Muzeum umění a designu Benešov
- Uměleckoprůmyslové muzeum Praha